# Лофенау
Лофенау (њем. Loffenau) општина је у њемачкој савезној држави Баден-Виртемберг. Једно је од 23 општинска средишта округа Раштат. Према процјени из 2010. у општини је живјело 2.618 становника. Посједује регионалну шифру (AGS) 8216029.

## Географски и демографски подаци
Лофенау се налази у савезној држави Баден-Виртемберг у округу Раштат. Општина се налази на надморској висини од 319 метара. Површина општине износи 17,1 km². У самом мјесту је, према процјени из 2010. године, живјело 2.618 становника. Просјечна густина становништва износи 153 становника/km².

## Међународна сарадња
| Мјесто       | Држава    | Врста сарадње | Од    |
| ------------ | --------- | ------------- | ----- |
| Монтефелчино | Италија   | партнерство   | 1999. |
| Кадерус      | Француска | партнерство   | 1985. |
| Извор        |           |               |       |